# Cássio Pereira dos Santos
Cássio Pereira dos Santos (Patos de Minas, 1980 – Uberlândia, 30 de setembro de 2022) foi um cineasta brasileiro conhecido por dirigir e escrever os filmes Doce Encanto e Valentina (2021).

## Biografia
Nascido em Patos de Minas em 1980, Cássio morou em Cruzeiro da Fortaleza e Uberlândia, ambas em Minas Gerais, além de Brasília.

## Carreira
Estudante de cinema pela Universidade de Brasília, Cássio Pereira dos Santos deu início a sua carreira em meados dos anos 2000, e um de seus primeiros projetos foi A menina-espantalho, lançado em novembro de 2008 na mostra de 16mm do Festival de Brasília. Anteriormente, em 2004, ele havia lançado Sobre quando não se tem nada a dizer e comentou sobre o trabalho.
"O filme foi feito logo quando saí da UnB. Eu estava muito envolvido com teoria. Eu lia o que Gilles Deleuze escrevia sobre cinema e ficava extasiado. O curta tem um quê de acadêmico. Não precisava. Poderia ter sido mais simples.; Cidade vazia (2008); É um filme de atmosfera, sem clímax, feito para explorar o espaço de Patos de Minas. Gosto disso. O que não me agrada é o fato de eu não ter experimentado tanto. Hoje noto que preciso ser mais espontâneo no set. Executei exatamente o que eu tinha planejado. Devia ter sido mais radical."— Cássio Pereira dos Santos
O cineasta também trabalhou como assistente de direção em várias produções de Brasília, como o documentário longa-metragem Dom Helder Câmara, O Santo Rebelde (2006), de Érika Bauer. Já recebeu mais de 70 prêmios em seus trabalhos no cinema. Além de sua carreira no cinema, foi tesoureiro do Comitê Nacional de Arte Brasileira (CNAB) na diretoria de 2009 a 2014.

## Morte
Cássio morreu em 30 de setembro de 2022, aos 42 anos, de causa não revelada.

### Homenagens
No dia seguinte à sua morte, Cássio Pereira dos Santos foi homenageado pela atriz Guta Stresser, que trabalhou com ele em seu filme mais famoso, Valentina. Ela se referiu ao diretor como "pequeno gigante".

"É com muito pesar que nos despedimos desse pequeno gigante, Cássio Pereira dos Santos, diretor de Valentina e de outros filmes, todos com a marca desse diretor generoso, talentoso e acertivo. Amigo, irmão, filho querido. Um coração enorme, deixa a nós todos, que trabalhamos com ele, e a sua família tão querida, meio órfãos e atônitos. Descanse em paz, Cássio querido, que os anjos te recebam e te levem para o colo do Criador. Maria Mãe Santíssima te acolha em seu amoroso colo e volte os misericordiosos olhos para todos nós, Grande Advogada Nossa, a Vós recorremos nesse vale de lágrimas. Salve Cássio Pereira dos Santos! Cassim querido, muita luz. Que sua passagem seja iluminada!! Força e carinho para sua família e para nós todos do lado de cá."— Guta Stresser

## Prêmios
| Ano  | Organização                            | Recipiente(s)       | Categoria                    | Resultado | Ref.  |
| ---- | -------------------------------------- | ------------------- | ---------------------------- | --------- | ----- |
| 2008 | Câmara Legislativa do Distrito Federal | A menina-espantalho | Troféu Câmara Legislativa    | Venceu    | [ 3 ] |
| 2008 | Câmara Legislativa do Distrito Federal | A menina-espantalho | Melhor roteiro               | Venceu    | [ 3 ] |
| 2020 | Festival de Gramado                    | Valentina           | Melhor roteiro               | Venceu    | [ 7 ] |
| 2020 | Festival de Gramado                    | Valentina           | Melhor atriz (Guta Stresser) | Venceu    | [ 7 ] |